# Daniel Santamans
Pas d'image ? Cliquez ici

a Compétitions nationales et continentales officielles uniquement.

Daniel Santamans, né le 4 septembre 1959 à Lombez et mort le 26 juillet 2008 à Cugnaux, est un joueur et entraîneur français de rugby à XV. Il évolue au poste de talonneur, principalement au sein du Stade toulousain.

## Biographie
Daniel Santamans commence à jouer au rugby à Blagnac, à l'école de rugby.
Il rejoint ensuite les cadets du Stade toulousain à 14 ans. Il sera fidèle au club jusqu'à la fin de sa carrière.
Il a été demi-finaliste du Championnat de France juniors en 1980. Il est remplaçant en équipe première jusqu'au huitième de finale de la saison 1979-1980 face à Agen, match dans lequel il entre en jeu. À partir de là il sera titulaire en équipe première et remportera le Championnat de France à trois reprises en 1985, 1986 et 1989, le Challenge Yves du Manoir en 1988, la Coupe de France en 1984, le Bouclier d'automne en 1981 et le Challenge Antoine Béguère en 1984.
Il fut également international en équipe de France A' lors d'un match face à l'Union soviétique.
En parallèle de sa carrière de joueur, il est éducateur sportif de l'école de rugby du Stade toulousain. L'équipe des minimes qu'il entraînait fut invaincue lors de la saison 1985-1986.
Daniel Santamans est mort d'un accident cardiovasculaire le 26 juillet 2008 à Cugnaux, lors des obsèques de sa mère, alors qu'il était toujours entraîneur du Blagnac SCR.

## Carrière

### Carrière de joueur

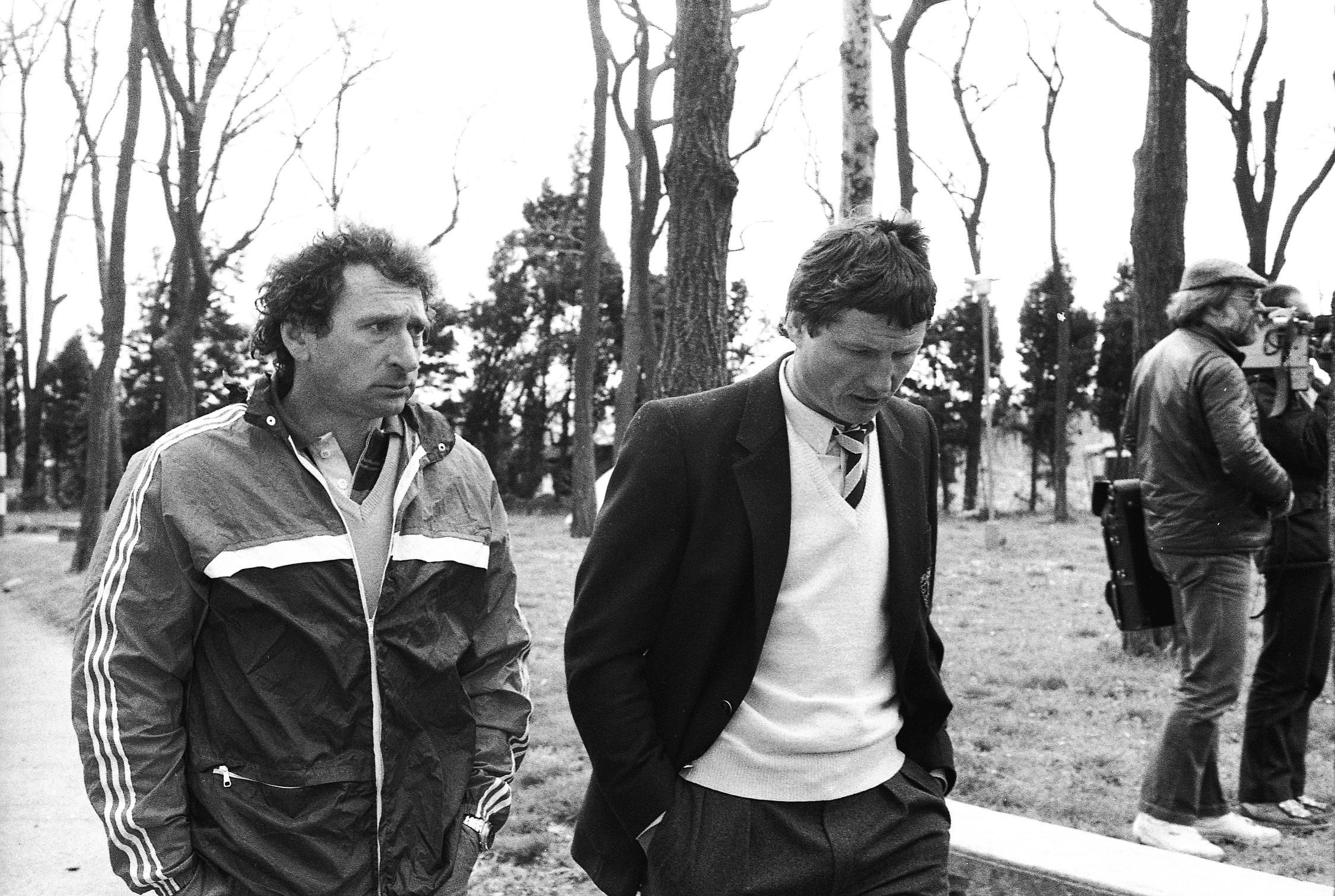
Pierre Villepreux et Jean-Claude Skrela, sont les entraîneurs de Daniel Santamans de 1983 à 1989.

- Blagnac SCR
- Stade toulousain (1977-1989)

### Carrière d'entraîneur
- Stade toulousain (Cadet)  (1987-1990)
- Stade toulousain (Reichel) (1990-1993)
- Blagnac SCR (1993-1997)
- Stade toulousain (Adjoint) (1997-2000)
- FC Lourdes (2000-2002)
- Tarbes Pyrénées (2002-2003)
- Blagnac SCR (2003-2004)
- Roumanie (2004-2007)
- Blagnac SCR (2007-2008)

## Palmarès

### Palmarès joueur
- Championnat de France de première division :
  - Champion (3) : 1985, 1986 et 1989
- Challenge Yves du Manoir :
  - Vainqueur (1) : 1988
  - Finaliste (1) : 1984
- Coupe de France :
  - Vainqueur (1) : 1984
  - Finaliste (1) : 1985
- Challenge Antoine Béguère
  - Vainqueur (1) : 1984
- Bouclier d'automne
  - Vainqueur (1) : 1981

### Palmarès entraîneur
- Champion de France junior Reichel 1991, 1994, 1995 avec le Stade toulousain
- Championnat de France de rugby 1999 avec le Stade toulousain
- Finaliste du Championnat de France Pro D2 2003 avec le Tarbes Pyrénées rugby